# Vrbsko jezero
Vŕbsko jézero (nemško Wörthersee, nekdaj tudi Wörther See) je največje jezero na avstrijskem Koroškem. Jezero leži zahodno od Celovca na višini 439 mnm in se razprostira do naselja Vrba na Koroškem. Površina jezera je 19,39 km², dolgo je 16,5 km, široko pa od 0,5 do 1,35 km ter doseže največjo globino 82,5 m. Na jezerski obali stoji vrsta turističnih krajev: Vrba na Koroškem (Velden am Wörther See), Poreče (Pörtschach), Ribnica (Reifnitz), Kriva Vrba (Krumpendorf) ter Otok (Maria Wörth), zdaj na polotoku. Na jezeru sta tudi dva "prava" otočka: Kačji otok (Schlangeninsel, tudi Blumeninsel ali Otok rož) in Kapucinski otok (Kapuzinerinsel).